# Prüfergrupp

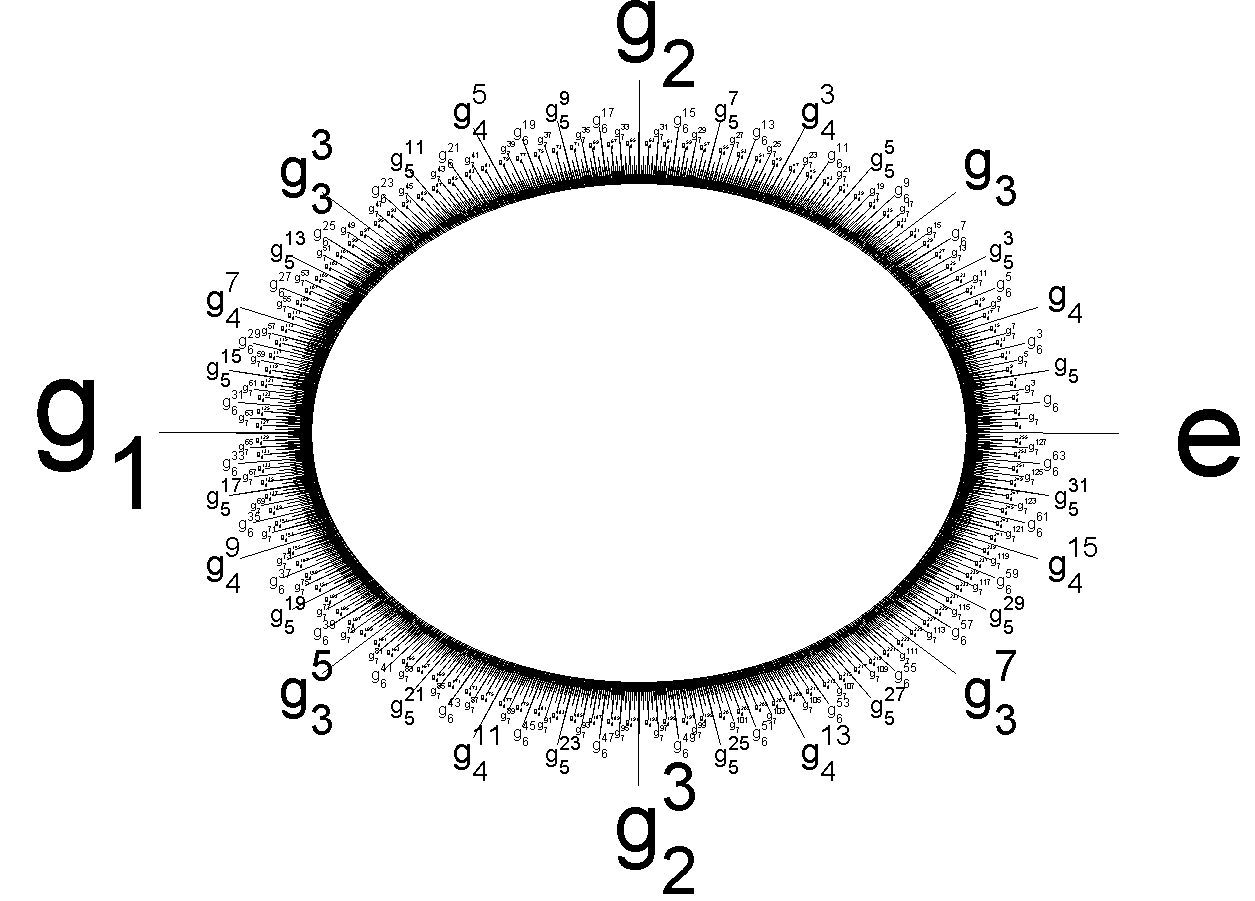
Prüfer-2-gruppen.

Inom matematiken är Prüfer-p-gruppen (även känd som p-kvasicykliska gruppen, p∞-gruppen eller Z(p∞) för ett primtal p den unika p-gruppen där varje element har p skilda p-te rötter. Gruppen är uppkallad efter Heinz Prüfer. Den är en uppräknelig abelsk grupp och är till hjälp då man klassificerar oändliga abelska grupper.

## Konstruktioner avZ(p∞)
Prüfer-p-gruppen kan identifieras med delgruppen av cirkelgruppen U(1) bestående av alla pn-te enhetsrötter med n ett icke-negativt heltal:
{\displaystyle \mathbf {Z} (p^{\infty })=\{\exp(2\pi im/p^{n})\mid m\in \mathbf {Z} ^{+},\,n\in \mathbf {Z} ^{+}\}.\;}
Gruppoperationen är multiplikation med komplexa tal.
Alternativt kan Prüfer-p-gruppen ses som Sylow p-delgruppen av kvotgruppen Q/Z, bestående av de element vars ordning är en potens av p:
{\displaystyle \mathbf {Z} (p^{\infty })=\mathbf {Z} [1/p]/\mathbf {Z} }
(där Z[1/p] betecknar gruppen av alla rationella tal vars nämnare är en potens av p, med addition av rationella tal som gruppoperation). 
Prüfer-p-gruppen kan även beskrivas som
{\displaystyle \mathbf {Z} (p^{\infty })=\mathbf {Q} _{p}/\mathbf {Z} _{p}}
där Qp betecknar additiva gruppen av p-adiska tal och Zp är delgruppen av p-adiska heltal.
Prüfer-p-gruppen har presentationen
{\displaystyle \mathbf {Z} (p^{\infty })=\langle \,g_{1},g_{2},g_{3},\ldots \mid g_{1}^{p}=1,g_{2}^{p}=g_{1},g_{3}^{p}=g_{2},\dots \,\rangle .}
Här är gruppoperationen i Z(p∞) skriven som multiplikation.